# Yan Lan
Œuvres principales
Chez les Yan (2017)
Yan Lan, née le 17 janvier 1957 à Pékin, est une avocate puis banquière d'affaires et écrivain franco-chinoise, connue pour diriger les activités de la banque Lazard en Chine, et pour son livre racontant l'histoire de sa famille dans le contexte de l'histoire de la Chine.

## Débuts
Yan Lan naît le 17 janvier 1957 à Pékin. Enfant unique, elle fait ses premiers pas dans une famille au passé prestigieux, intégrée dans la classe dirigeante. D'abord bourgeoise et protestante, sa famille rejoint le communisme dans les années 1930.

## Le traumatisme de la Révolution culturelle
Yan Lan vit la Révolution culturelle « comme un cauchemar ».
Son grand-père paternel, Yan Baohang, est un héros de la guerre contre les Japonais. Il informe l’URSS du déclenchement imminent de l'opération Barbarossa. En novembre 1967, pendant la révolution culturelle, malgré son statut de haut fonctionnaire historique du Parti Communiste, il est accusé de révisionnisme et d'espionnage au profit de l'Union soviétique, assigné à résidence, et meurt en détention quelques mois plus tard. 
Son père, Yan Mingfu, est diplomate, interprète attitré pour le russe de Mao Zedong, notamment dans ses discussions avec Khroutchev,. Arrêté en 1966, il est emprisonné à Qincheng et battu pendant la révolution culturelle.
Son grand-père maternel étudie au MIT dans les années 1920.
Sa mère, Wu Keliang, est diplomate et interprète d'italien,. Décrite par sa fille comme une intellectuelle déterminée, elle est assignée à un camp de travail pour rééducation, et rejointe par sa fille en mars 1969 ; elle éduque sa fille pour qu'elle ait un « caractère de garçon » et l'initie aux lettres françaises, dont Balzac, Maupassant et Hugo.

## Études
À la mort de Mao, la Révolution culturelle prend fin. La famille Yan retrouve son statut de premier plan. Profitant de la réouverture des universités pour tous, Yan Lan entre à l'université des langues étrangères de Pékin en 1977, où elle suit une licence de français, puis à l'université de Pékin, où elle est diplômée en 1984 d'un master de droit. En 1988, elle obtient un doctorat de droit de l’arbitrage interétatique à l'Institut universitaire de hautes études internationales à Genève,, d'où elle suivra les évènements de Tian'anmen en 1989. Elle devient ensuite chercheur associé à Harvard. En 1994, elle est admise au barreau de Paris.

## Activités professionnelles et reconnaissance
Elle intègre comme avocate d'affaires le cabinet Gide Loyrette Nouel en 1991, et accède à la direction de sa branche chinoise en 1998,, devenant la première femme associée du cabinet.
En 2011, elle crée et dirige l’antenne de la banque Lazard pour la Grande Chine (Chine, Hong Kong, Taïwan), où elle est spécialiste des fusions-acquisitions. Elle conseille en particulier de grandes entreprises françaises comme Areva ou Saint-Gobain pour leurs activités chinoises,, évitant notamment à PSA un déclin économique brutal en 2013 en rapprochant le groupe de Dongfeng, entreprise d’État chinoise,. En 2019, elle est nommée vice-présidente de la banque pour la Grande Chine.
Le 1er novembre 2012, elle reçoit la Légion d'Honneur pour avoir « contribué à construire des ponts entre la France et la Chine, dans les domaines économiques et juridiques, à travers son action au sein du cabinet Gide, mais aussi dans le domaine culturel ».
Elle exerce ou a exercé d'autres fonctions dans les domaines économique et culturel, dont celles d'arbitre de la Commission dʹarbitrage économique et commerciale internationale de Chine, Conseiller du Commerce Extérieur de la France, et présidente du Comité consultatif pour la Fête de la Musique internationale de Pékin.

## Personnalité
Décrite comme féministe,,, elle est 
vice-présidente du Women's Forum for the Economy and Society pour l'Asie. On la peint également ambitieuse, pragmatique, efficace, réfléchie, discrète, représentante d'une élite mondialisée et patriote. Yan Lan a été proche de Deng Xiaoping, auprès duquel elle passait ses vacances enfant, dont elle a loué la stratégie visionnaire, et qui connut lui-même la France où il a travaillé à l'usine Renault Billancourt.

## Comme écrivain
En 2017, elle fait paraître Chez les Yan, aux éditions Allary, autobiographie dans laquelle elle raconte l'histoire de sa famille et, à travers elle, l'histoire de la Chine,,. En 2018, le livre est lauréat du prix Simone Veil,. Une traduction en anglais paraît en janvier 2020 chez HarperCollins,,.